# Hegeney
Hegeney (also spelled Hégeney) là một xã thuộc tỉnh Bas-Rhin trong vùng Grand Est đông bắc Pháp.